# Мертендорф (Тюрингия)
Мертендорф (нем. Mertendorf) — община в Германии, в земле Тюрингия.
Входит в состав района Заале-Хольцланд. Подчиняется управлению Айзенберг (Тюринген). Население составляет 160 человек (на 31 декабря 2010 года). Занимает площадь 3,78 км².